# Lithophyllum duckerae
Lithophyllum duckerae Woelkerling, 1983 é o nome botânico de uma espécie de algas vermelhas pluricelulares do gênero Lithophyllum, família Corallinaceae.
- São algas marinhas encontradas na Inglaterra, Grécia, Escandinávia e Mar Vermelho.

## Sinonímia
- Lithothamnion crassum Philippi, 1837
- Lithophyllum crassum (Philippi) Heydrich, 1897